# Kämmerer (Unternehmen)
Kämmerer ist ein deutsches Unternehmen mit Sitz in Osnabrück, das Spezialpapiere herstellt. Es besteht aus den beiden Schwestergesellschaften Kämmerer Spezialpapiere GmbH und Kämmerer Paper GmbH, die zusammen an einem Standort im Osnabrücker Stadtteil Hafen produzieren.

## Geschichte
Das Unternehmen geht auf eine Walkmühle an der Hase zurück, die im Jahr 1808 von Gustav Wilhelm Quirll zu einer Wassermühle umgebaut wurde. Er ließ große Mengen von Lumpen sammeln, die er in der Mühle mit Hilfe der Wasserkraft zu einem Brei verarbeiten ließ. Daraus wurde dann in einem späteren Arbeitsschritt in reiner Handarbeit Papier geschöpft.
Die Lumpen (Altkleider, Säcke usw.) mussten jedoch zunächst in Handarbeit vollständig aufgetrennt und von Material wie Haken, Knöpfen oder Ösen befreit werden. Danach wurden die Lumpen weiter zerkleinert und gereinigt.
1849 investierte Papierfabrikant Quirll in eine moderne Papiermaschine, auch die Handarbeit bei der Vorbereitung der Lumpen wurde durch halbmechanische Lumpenschneider teilrationalisiert.
1869 verkaufte Quirll die Hasemühle aus Altersgründen an seinen Vetter Wilhelm Westerkamp und machte diesem zur Auflage, dass er Justus Eggemann an der Mühle beteiligte. Die Hasemühle firmierte dadurch unter dem Namen Offene Handelsgesellschaft Westerkamp & Eggemann. Beide hatten jedoch keine Nachkommen.
Per 1. Oktober 1908, genau einhundert Jahre nach der Gründung, erwarben die Brüder Gustav und Rudolf Kämmerer die Wassermühle mit ihrer Papierproduktion. Gustav war Ingenieur, Rudolf Kaufmann. Sie spezialisierten die Papierfertigung auf so genannte Elektropapiere, die für die Isolierung von Elektrokabeln genutzt wurden. Die Unternehmensbezeichnung erhielt den Zusatz Westerkamp & Eggemann Nachfolger, Inhaber Brüder Kämmerer. Im April 1910 änderten die neuen Inhaber den Namen jedoch in Papierfabrik Brüder Kämmerer, im Juli wurde die Rechtsform in eine Kommanditgesellschaft geändert.
Nach dem Ende des Ersten Weltkrieges traten die Unternehmen AEG und Felten & Guilleaume als Gesellschafter hinzu, Geschäftsführer blieben die Brüder Kämmerer. Die Unternehmensbezeichnung änderte sich in Papierfabrik GmbH vormals Brüder Kämmerer. Eine dritte Papiermaschine wurde in Betrieb genommen, für den enorm gestiegenen Energiebedarf wurde der Bau eines Kraftwerks erforderlich. Eine Reserveturbine wurde 1939 errichtet, um einen Dauerbetrieb der Produktion zu sichern. 1940 wurde eine eigene Schiffsanlegestelle am 1916 eröffneten Stichkanal Osnabrück in Dienst gestellt, die bereits 1936 beantragt worden war.
Während des Zweiten Weltkrieges wurden Zwangsarbeiter aus der Ukraine beschäftigt. Der Betrieb wurde nur unwesentlich beschädigt und konnte daher nach Kriegsende 1945 uneingeschränkt fortgesetzt werden.
Im Jahr 1976 wurde das Unternehmen von dem finnischen Elektrokonzern Ahlstrom übernommen, der sich im Jahr 2012 dazu entschied, die Sparte Spezialpapiere abzutrennen. Zu diesem Zweck fusionierte die Sparte mit dem schwedischen Konzern Munksjö. Durch entsprechende Vorgaben der Europäischen Kommission durfte jedoch nur ein Teil der Spezialpapiersparte durch diese Fusion erfasst werden. Zwei Papiermaschinen des Osnabrücker Werks wurden daher durch den deutschen Finanzinvestor Perusa übernommen. Im Jahr 2014 entstand daraus ein neues Unternehmen, das dafür auf den alten Namen „Kämmerer GmbH“ zurückgriff.
Im Jahr 2017 konnte eine weitere Papiermaschine von Ahlstrom übernommen werden, diese wurde in eine eigene Gesellschaft mit dem Namen „Kämmerer Paper GmbH“ überführt. Die „Kämmerer GmbH“ firmierte fortan als „Kämmerer Spezialpapiere GmbH“.